# Xiaowen de Qin
Xiaowen de Qin (regnat el 250 aC) va tenir un regnat molt breu. De fet, només va ser rei de Qin per menys d'1 any i 3 dies després de la seva coronació fins que va faltar. Això va donar lloc a moltes teories quant al seu curt regnat. La més acceptada és que era massa vell quan ascendí al tron (el seu predecessor, el Rei Zhao de Qin, governà per més de mig segle). Això no obstant, hi ha una teoria de la conspiració: que consisteix que Lü Buwei enverinà al rei o almenys accelerà la seva mort, per col·locar al següent rei, el rei Zhuangxiang de Qin, en el tron. Aquesta teoria es recolza pel fet que Zhuangxiang només va regnar durant tres anys. Però alguna gent connecta les morts de Xiaowen i Zhuangxiang amb Lü Buwei, declarant que era un complot de Lü Buwei per entronitzar al seu fill, Qin Shi Huang.
| Rei Xiaowen de QinCasa de Ying Mort: 247 BC |                            |                              |
| Precedit per: Rei Zhaoxiang                 | Rei de Qin 250 aC – 249 aC | Succeït per: Rei Zhuangxiang |